# Šerijatsko pravo
Šerijatsko pravo je sastavni dio islamske vjere i sastoji se iz niza vjerskih muslimanskih propisa, čije izvore treba tražiti u muslimanskoj svetoj knjizi – Kuranu. Od 6236 izreka Kurana njih 500 odnosi se na pravo. Glavni izvori šerijatskog prava su: Kuran, Suna, Idžma ul ummet i Kijas, a sporedni izvori su: adet, urf i Er rei.
Šerijat (arap. put k pojilištu:str 141.) je bio jedno od zakonskih vrela osmanske države. Šerijat je islamsko pravo čiji vremenski korijeni nastanka sežu u razdoblje od 7. do 12. st., a zasnovano je na temelju islamskoga vjerskog zakona. Obuhvaća nasljedno pravo, bračno pravo, obiteljsko pravo, kazneno pravo te 
propise o sudskom postupku).:str 143.
██ Države i članice Organizacije islamske suradnje gdje šerijatsko pravo ne utječe na pravni sustav
██ Šerijatsko pravo primjenjuje se na osobna statusna pitanja, kao što su brak, razvod, nasljeđivanje i skrb nad djecom
██ Šerijatsko pravo primjenjuje se u potpunosti, uključujući osobna statusna pitanja i kaznene postupke
██ Primjena šerijatskog prava ovisi o regiji
Sunet je tradicija nastala na osnovi Muhamedova života. Svaki njegov postupak, izjava i slično, postao je uzor za postupke sljedbenika. Znanost pod Sunetom podrazumijeva Muhamedove izreke, njegov način života i prešutno odobrenje tuđih djela pod uvjetom da je to učinio nakon što je počeo propovijedati Islam. Svaki pojedini postupak, presedan iz Muhamedova života zove se hadis. Ukupnost hadisa čini sunu, tj. uputstvo vjernicima kako treba živjeti. Prvobitno su hadisi bili prenošeni samo usmeno, a kasnije se zapisuju. Kritičko sakupljanje i odabir hadisa izvršili su Buhari i Muslim. Tada nastaje posebna znanstvena grana pod nazivom Usuli hadis koja se bavi proučavanjem istinitosti hadisa.
Poslije razdoblja vladavine prva četiri kalifa počele su se javljati mnogobrojne razlike u mišljenjima o pojedinim dogmatskim i pravnim pitanjima. Upravo ova usuglašena rješenja islamskih naučnika o pojedinim nejasnim pravnim problemima dobila su naziv Idžma ul ummet. Pravo na davanje mišljenja imali su Muhamedovi drugovi, kasnije njegovi učenici i na kraju islamski naučnici.
Idžtihad predstavlja pravo učenih ljudi da mogu tumačiti propise Kurana i Suneta. Oni su mogli stvarati i nove propise za uređenje onih pitanja koja nisu bila regulirana u Kuranu i Sunetu.
Analogija ili Kijas predstavlja rješenja koja su na osnovu analogije izveli islamski pravnici. Analogija nastaje primjenom pravnih pravila ili načela na nove slične slučajeve. Nepredviđeni pravni propisi mogu se podvesti pod propise koji već postoje, pod uvjetom da za izvjesni odnos postoje isti zakonski razlozi kao i za onaj propis pod kojim se dotični odnos podvodi. Analogija se može smatrati kao indirektan izvor šerijatskog prava, ona je više neka vrsta tumačenja pomoću kojeg se nepredviđeni slučaj podvodi pod propise koji već postoje. Analogna rješenja izdavali su tzv. imami ili doktori prava. Tu se radi o odlukama na pitanja koja je nametala pravna praksa. Te odluke zvale su se fetve, a izdavali su ih muftije (pravnici).
Urf adet predstavlja narodne pravne običaje. Neki pravnici smatrali su značajnim običaje grada Medine, gdje je Muhamed živio, dok su drugi pridavali isti značaj i običajima drugih gradova.
Er rei je bilo rješenje određenog sudskog slučaja po slobodnom nahođenju, a o tome nema ili "ako se zato ne može izvesti rješenje iz postojećih izvora". Donijeto rješenje na osnovu Er reia nije smjelo biti u suprotnosti s duhom osnovnih izvora i trebalo je odgovarati potrebama i zahtjevima vremena.

## Vanjske poveznice
- LZMK / Hrvatska enciklopedija: šerijatsko pravo ili šerijat
- LZMK / Proleksis enciklopedija: šerijat ili šerijatsko pravo